# Underdog (película)
Underdog (conocida como Superdog en España y Supercan en Hispanoamérica), es una película estadounidense de Disney del año 2007. Está basada en la serie de televisión Underdog de W. Watts Biggers.

## Trama
El Dr. Simon Bar Sinister, un científico loco, secuestra a un perro de raza beagle para inyectarle un elixir. El beagle escapa, pero causa un accidente en el laboratorio de Bar Sinister que expone al perro a varias sustancias. Dotado ahora de superpoderes y de la capacidad de hablar, el beagle es adoptado por un expolicía viudo que tiene un hijo de 15 años llamado Jack Unger. Jack convence al perro de usar sus superpoderes para ayudar a los demás. Con el nombre de Underdog, el beagle lucha contra Bar Sinister quien pretende conquistar la ciudad.

## Reparto
| Actor                   | Personaje                |
| ----------------------- | ------------------------ |
| Jason Lee               | Shoeshine/Underdog       |
| Peter Dinklage          | Dr. Simon Bar Sinister   |
| Patrick Warburton       | Cad Lackey               |
| James Belushi           | Dan Unger                |
| Alex Neuberger          | Jack Unger               |
| Taylor Momsen           | Molly Greiner            |
| Amy Adams               | Polly                    |
| Mary Elizabeth Winstead | Alice Greiner            |
| John DiMaggio           | Bulldog                  |
| Brad Garrett            | Riff Raff, el Rottweiler |
| John Slattery           | Alcalde                  |

## Doblaje
| Personaje              | Actor de doblaje (España) | Actor de doblaje (México) |
| ---------------------- | ------------------------- | ------------------------- |
| Lustrador/Underdog     | Guillermo Romero          | Luis Daniel Ramírez       |
| Dr. Simon Bar Sinister | Abraham Aguilar           | Mario Arvizu              |
| Cad Lackey             | David García Vásquez      | Juan Carlos Tinoco        |
| Dan Unger              | Eduardo Jover             | Sebastián Llapur          |
| Jack Unger             | Raúl Rojo                 | Diego Armando Ángeles     |
| Molly Greiner          | n.d.                      | Marisol Romero            |
| Polly                  | n.d.                      | Romina Marroquín Payró    |
| Riff Raff              | Pablo Adán                | n.d.                      |
| Alcalde                | Luis Bajo                 | Martín Soto               |